# فرانكو فينتوري
فرانكو فينتوري (بالإيطالية: Franco Venturi)‏ هو مؤرخ وكاتب ومؤرخ فلسفة ومؤلف وصحفي وسياسي إيطالي، ولد في 16 مايو 1914 في روما في إيطاليا، وتوفي في 14 ديسمبر 1994 في تورينو في إيطاليا. حزبياً، نشط في Action Party (Italy) ‏.